# Thalatta precedens
Thalatta precedens là một loài bướm đêm trong họ Noctuidae.